# Ohilimia
Ohilimia este un gen de păianjeni din familia Salticidae.
Cladograma conform Catalogue of Life:
| Ohilimia | \| \| Ohilimia albomaculata \| \| \| \| \| \| Ohilimia scutellata \| \| \| \| |
|          | \| \| Ohilimia albomaculata \| \| \| \| \| \| Ohilimia scutellata \| \| \| \| |
|          | Ohilimia albomaculata                                                         |
|          |                                                                               |
|          | Ohilimia scutellata                                                           |
|          |                                                                               |